# Relatório Korherr
Relatório Korherr foi um documento elaborado pelo Dr. Richard Korherr sobre o desenvolvimento do Holocausto na Europa, seguindo ordens de Heinrich Himmler em 18 de janeiro de 1943. O relatório final, publicado em março do mesmo ano, mostrava os avanços da Solução Final até o final de 1942 e calculava que desde o começo do regime nazista, quatro milhões de judeus haviam sido eliminados, sem contar os capturados pela Einsatzgruppen.